# Scripta Mathematica
Scripta Mathematica était une revue trimestrielle publiée par l'université Yeshiva consacrée à la philosophie, à l'histoire et au traitement explicatif des mathématiques. Il était, à l'époque, « le seul magazine mathématique au monde édité par des spécialistes pour les profanes »,.

## Histoire
Le journal a été créé en 1932 sous la direction de Jekuthiel Ginsburg (1889-1957), professeur de mathématiques à l'université Yeshiva ; parmi les fondateurs figurent également David Eugene Smith (1860-1944), Cassius Jackson Keyser (1862-1947), Raymond Clare Archibald (1875-1955), Louis Charles Karpinski (1878-1956), Gino Loria (1862-1939) et Lao G. Simons (1870-1949).
Le premier numéro est paru en 1933 à un prix d'abonnement de trois dollars par an. Parmi les articles notables publiés dans Scripta Mathematica figurent des travaux du nobelisé Percy Williams Bridgman concernant les implications pour la physique des paradoxes de la théorie des ensembles et la nécrologie d'Emmy Noether par Hermann Weyl,, ainsi que des articles de Martin Gardner à partir de 1948, sur des tours de cartes mathématiques, avant qu'il ne rejoigne la revue Scientific American.
Dans son éditorial du premier numéro, Ginsburg écrit : « L'histoire des mathématiques présente la science dans l'état de devenir ; grâce à la philosophie la structure cristalline du produit fini est révélée. Ces deux aspects des sujets sont complémentaires ; l'un sans l'autre perd la majeure partie de sa valeur,. »
Ginsburg a intégré dans le comité éditorial de la revue d'importants historiens et mathématiciens tels que Abraham Adolf Fraenkel et Thomas Little Heath, ainsi que des femmes, comme Lao Simons et Vera Sanford.
Malheureusement, sa vision du journal n'a pas survécu avec son successeur, Abe Gelbart (1913-1994). Quand Ginsburg décède en 1957, le numéro dédié à sa mémoire arbore également une nouvelle page titre reflétant les changements éditoriaux et philosophiques. Sans explication, Scripta Mathematica abandonne son intérêt pour l'histoire et la philosophie des mathématiques affiché en couverture. Ayant abandonné son point de vue unique sur l'histoire des mathématiques, le journal est devenu simplement un journal de plus de qualité moyenne relatant des aspects d'exposition et de recherche en mathématiques. Scripta Mathematica cesse sa publication au bout de quelques années, en 1973.
D'après certaines sources, Scripta Mathematica aurait reçu l' (ISSN 0036-9713) mais la publication a cessé avant la mise en place du système ISSN.